# Romilly-sur-Seine
Romilly-sur-Seine ist eine französische Gemeinde mit 14.751 Einwohnern (Stand 1. Januar 2022) im Département Aube in der Region Grand Est. Sie gehört zum Arrondissement Nogent-sur-Seine. Romilly-sur-Seine befindet sich an der Seine, an der Grenze zum Département Marne.

## Geschichte
Die heutige Ortschaft geht auf eine galloromanische Siedlung zurück. 1163 wird die Ortschaft erstmals unter der latinisierten Form Romeliacum erwähnt. Es handelt sich um ein Toponym, das den Wohnsitz eines Romilius bezeichnet. 1167 wurde hier im Seine-Tal die Gründung das Zisterzienserkloster Sellières gegründet, in dem 1778 Voltaires Leichnam beerdigt wurde und dort lag, bis er 1791 nach Paris überführt und beigesetzt wurde. Während der Französischen Revolution lautete der Name des Ortes Romilly-Voltaire.
Nach dem Ende des Zweiten Weltkriegs waren viele Menschen und vor allem die Kinder gesundheitlich geschwächt und litten an Unterversorgung. Hinzu kamen im Dezember 1946 beginnende extreme Minustemperaturen. Die tiefste in Frankreich gemessene Wert im Januar 1947  wies Romilly-sur-Seine auf, hier fiel das Thermometer aus minus 23 Grad Celsius.

## Bevölkerungsentwicklung
| Jahr                       | 1962   | 1968   | 1975   | 1982   | 1990   | 1999   | 2006   | 2016   |
| Einwohner                  | 15.753 | 17.038 | 17.397 | 15.937 | 15.557 | 14.616 | 14.059 | 14.459 |
| Quellen: Cassini und INSEE |        |        |        |        |        |        |        |        |

## Verkehr
Der Bahnhof von Romilly-sur-Seine liegt an der Bahnstrecke Paris–Mulhouse, die hier noch nicht elektrifiziert ist.
Die Staatsbahn unterhält in der Rue Aristide Briand ein altes Technicentre SNCF – Site de démantèlement, hier wurden
Corail-Wagen und TGV Sud-Est gewartet und Fahrzeuge zerlegt. Im Juli 2019 wurde ein Triebkopf eines TGV Sud-Est vor dem neuen Standort des Technikzentrums im südöstlich der Stadt gelegenen Industriegebiet aufgestellt.

## Partnerstädte
- Milford Haven, Vereinigtes Königreich (seit 1976)
- Gotha, Deutschland (seit 1960)[7]
- Lüdenscheid, Deutschland (seit 1991)
- Medicina, Italien (seit 1960)
- Uman, Ukraine (seit 1967)

## Persönlichkeiten
- Delphine Aigle (1899–1967), Widerstandskämpferin
- Noan Lelarge (* 1975), Radrennfahrer
- Patrice Lhôtellier (* 1966), Fechter
- Robert Liottel (1885–1968), Fechter
- Louis Partouneaux (1770–1835), General